# Charo Muñoz
Charo Muñoz es una deportista española que compitió en taekwondo. Ganó una medalla de bronce en el Campeonato Europeo de Taekwondo de 1982 en la categoría de –44 kg.

## Palmarés internacional
| Campeonato Europeo | Campeonato Europeo | Campeonato Europeo | Campeonato Europeo |
| Año                | Lugar              | Medalla            | Categoría          |
| ------------------ | ------------------ | ------------------ | ------------------ |
| 1982               | Roma (Italia)      | Medalla de bronce  | –44 kg             |